# بن ویلیامز
بنجامین جان ویلیامز (زادهٔ ۱۴ آوریل ۱۹۷۷ در کانبرا) داور فوتبال اهل استرالیا است او همچنین یک دبیر دبیرستانی در استرالیا می‌باشد.
وی از سال ۲۰۰۵ وارد لیست فیفا شد و تاکنون رقابت‌هایی از جمله مقدماتی جام جهانی، جام ملت‌های آسیا ۲۰۱۱، جام ملت‌های آسیا ۲۰۱۵ و بازی‌های آسیایی ۲۰۱۰ قضاوت کرده‌است.

## سوابق جنجال‌برانگیز
- وی در بازی‌های آسیایی سال ۲۰۱۰ میلادی که در گوانجو کشور چین برگزار می‌شد، در بازی دو تیم مالزی در مقابل چین، ۷ کارت زرد و ۳ کارت قرمز نشان داد که تمامی این کارت‌ها به بازیکنان تیم مهمان (مالزی) نشان‌داده‌شد، در نهایت تیم ۸ نفرهٔ مالزی با نتیجهٔ ۳ بر صفر مغلوب تیم ملی میزبان شد.[۱]
- در جام ملت‌های آسیا سال ۲۰۱۵، او با نشان دادن کارت زرد دوم در دقیقه ۴۳ بازی به بازیکن تیم ملی کشور ایران، سبب شد تیم ایران در حالیکه در مقابل تیم عراق یک بر هیچ جلو می‌بود در نهایت این بازی را تا پایان ده نفره در مقابل عراق بازی کند، نتیجهٔ نهایی این بازی حذف تیم ملی ایران از رقابت‌های جام ملت‌های آسیا در کشور استرالیا بود، برخی از کارشناس داوری در ایران، اشتباه داور دیدار ایران و عراق را در اخراج مهرداد پولادی، نابخشودنی دانستند و اظهار کرده‌اند که به نظر آنها، ویلیامز با این اشتباه کار را در ادامه برای خودش سخت کرد.[۲][۳].